# Russell Boyd
Russell Boyd (Victoria, 21 aprile 1944) è un direttore della fotografia australiano.
A partire dal 1974 è stato direttore della fotografia in numerosi film di successo, come Mr. Crocodile Dundee, Mr. Crocodile Dundee 2, Bugiardo Bugiardo, con grandi registi come Colin Farrell, Norman Jewison, Peter Weir. 
Di particolare rilievo nella sua carriera è la lunga collaborazione come direttore della fotografia con il regista Peter Weir, con il quale ha realizzato alcuni dei suoi film migliori: Picnic ad Hanging Rock (Il lungo pomeriggio della morte) (1975), Gli anni spezzati (1981), Un anno vissuto pericolosamente (1982), Master & Commander - Sfida ai confini del mare (2004). Con quest'ultimo film ha vinto l'Oscar per la migliore fotografia.

## Filmografia parziale

### Cinema
- Picnic ad Hanging Rock (Il lungo pomeriggio della morte) (Picnic at Hanging Rock), regia di Peter Weir (1975)
- L'ultima onda (The Last Wave), regia di Peter Weir (1977)
- Detector (The Chain Reaction), regia di Ian Barry (1980)
- Gli anni spezzati (Gallipoli), regia di Peter Weir (1981)
- Un anno vissuto pericolosamente (The Year of Living Dangerously), regia di Peter Weir (1982)
- Tender Mercies - Un tenero ringraziamento (Tender Mercies), regia di Bruce Beresford (1983)
- Storia di un soldato (A Soldier's Story), regia di Norman Jewison (1984)
- Fuga d'inverno (Mrs. Soffel), regia di Gillian Armstrong (1984)
- Mr. Crocodile Dundee (Crocodile Dundee), regia di Peter Faiman (1986)
- Mr. Crocodile Dundee 2 (Crocodile Dundee II), regia di John Cornell (1988)
- Il salvataggio (The Rescue), regia di Ferdinand Fairfax (1988)
- Giuramento di sangue (Blood Oath), regia di Stephen Wallace (1990)
- Chi non salta bianco è (White Men Can't Jump), regia di Ron Shelton (1992)
- Amore per sempre (Forever Young), regia di Steve Miner (1992)
- Tin Cup, regia di Ron Shelton (1996)
- Bugiardo bugiardo (Liar Liar), regia di Tom Shadyac (1997)
- Il dottor Dolittle (Dr. Dolittle), regia di Betty Thomas (1998)
- Una spia per caso (Company Man), regia di Peter Askin e Douglas McGrath (2000)
- Gli ultimi fuorilegge (American Outlaws), regia di Les Mayfield (2001)
- Master & Commander - Sfida ai confini del mare (Master and Commander: The Far Side of the World), regia di Peter Weir (2003)
- Ghost Rider, regia di Mark Steven Johnson (2007)
- The Way Back, regia di Peter Weir (2010)

### Televisione
- Una città chiamata Alice (A Town Like Alice) - miniserie TV, 3 puntate (1981)

## Premi Oscar migliore fotografia

### Vittorie
- Master and Commander - Sfida ai confini del mare (2004)